# 剑桥大学菲茨威廉学院

剑桥大学菲茨威廉学院（Fitzwilliam College, Cambridge ，简称‘Fitz’）是剑桥大学下属的一个学院。菲茨威廉学院始建于1869年，学院的起源与非学院学生委员会（Non-Collegiate Students Board）密切相关。该委员会的成立旨在帮助经济条件困难的学生在剑桥大学就读。学院原址设在剑桥市中心的菲茨威廉大楼内，与菲茨威廉博物馆隔街相望。1966年，迁至新址的学院正式获得学院地位。学院于1978年开始招收女性学生。
现时，费兹威廉学院共有约450名本科生、300名研究生及90名教员。

## 历史

### 创立与早期发展
历史
创立
1869年，剑桥大学修改条例，允许非学院学生经审理之后入学。彼时，负责此项工作的审理员办公室设在特兰平顿街（Trumpington Street），与菲茨威廉博物馆隔街相望。更新后的条例令原本无力缴纳学费的学生有机会就读于大学下属的学院并取得学位。同时，这些学生亦被准许参加考试及申请奖学金。1887年春，在非学院学生联合会（Non-Collegiate Amalgamation Club）的一次会议上，学院被定名为“菲茨威廉学院”。随之，剑桥大学将学院所在的建筑命名为菲茨威廉大楼。菲茨威廉大楼日后成为非学院学生委员会（Non-Collegiate Students Board）的总部，并设有供学生使用的设施和少量的宿舍。 1922年，该大楼被更名为菲茨威廉大宅（Fitzwilliam House）。
由于菲茨威廉学院学院更注重考察学生的学业水平而非家庭背景，学院迅速吸引了一批优秀人才，其中包括未来的诺奖得主、国家元首及众多著名的法律界人士。学院在医学方面颇有建树，亦为剑桥大学内国际化程度较高的一所学院。
20世纪后半叶开始，由于补助金愈发容易获得，就读于剑桥大学的难度随之降低，故非学院学生的数量开始下降。当时亦出现了关闭学校的提议，但遭到了校友的强烈反对。对此，菲茨威廉学院决定寻求正式的学院地位。学院开始筹措经费并在距市中心1英里处的城堡山（Castle Hill）购入新址。最早一批建筑于1963年启用。
1966年，学院被女王会同枢密院（Queen-in-Council）授予皇家宪章，正式成为剑桥大学菲茨威廉学院。

### 后继发展
自从迁至新校址之后，菲茨威廉学院稳步发展，逐渐成为剑桥大学规模最大及最多元化的校园之一。起初学院仅有一幢摄政时期的庄园建筑，此后的每十年内则都会新建一至二栋新楼。现时，学院共有五个互相通连的庭院，庭院内则包含着巨大的矩形花园。与剑桥大学其余学院不同，菲茨威廉学院绝大多数的建筑皆为现代设计。
最初两个庭院及其中心位置的大楼落成于1963年，其中规模最大的大楼包含旧图书馆、食堂、新生休息室等。建筑由设计师丹尼斯·拉斯顿（Denys Lasdum, 1914-2001）负责设计。这些建筑用于构成校园的“背部”（即最北端的部分）。当资金到位之后，学院便开始往南端发展。20世纪末，新院（1985）、礼拜堂（1991）、威尔逊院（1994）相继落成。随着2003年门楼院的建成，学院最终拥有全新的门面。翌年，新会场的落成促使学院成为剑桥大学最佳的表演艺术场所之一。
2007年，学院在剑河边上修建了新的船屋。2009年，新图书馆和技术中心落成。2010年，学院购入了原属一家旅店的小屋，用于翻新后供研究生使用。
菲茨威廉学院以其美丽的花园而闻名，而花园本身的历史亦早于学院。2008年的一次考古挖掘在校园内发现了一座具有3500年历史的农庄的遗迹。

## 校园文化

### 院名起源
学院的名称来自于声名显赫的菲茨威廉家族。该家族拥有英格兰和爱尔兰的贵族血统，其祖宅米尔顿庄园（Milton Hall）即位于剑桥市北。菲茨威廉家族的成员数百年来既是剑桥大学的学生又是其捐助者，故菲茨威廉与大学的关系异常紧密。1816年，第七代菲茨威廉学院子爵将其名下的藏书、艺术品和私人物件捐赠给剑桥大学以成立菲茨威廉博物馆。正对博物馆的一条街道亦以菲茨威廉命名，而这条街即为菲茨威廉学院的旧址所在。

### 纹章
学院的纹章在19世纪80年代启用，以满足当时为新成立的划艇社提供辨别标识的需要。 就图案样式而论，该纹章为剑桥大学官方纹章和菲茨威廉家纹的结合。最初，该纹章仅在非官方场合使用。直到学院决定申请学院资格之后，菲茨威廉学院才正式向纹章院申请授权纹章（Grant of Arms）。学院纹章的设计图于60年代晚期正式绘制，绘制者为代表女王会同枢密院的诺福克公爵。值得注意的是，菲茨威廉学院的纹章亦为所有剑桥大学学院中唯一吸纳了大学自身纹章元素的一例。

### 格言
学院的格言为“震古烁今”（拉丁文：Ex antiquis et novissimis optima），直译为“新旧时代的最佳”。这句格言亦体现在学院内古典与现代结合的建筑风格上。泛泛而言，“震古烁今”可以理解为学院在传统与创新之间寻求平衡的理念，或在旧有成就上持续进步的决心。 
学院的格言亦被邻近的哈德维克村（Hardwick）作为其铭言。与之类似的案例是牛津大学圣凯瑟琳学院的格言“博古通今”（拉丁文：Nova et Vetera），该学院建立的宗旨与菲茨威廉学院亦非常类似。

### 学院代表色
菲茨威廉学院亦灰色及红色作为学院代表色，主要用于围巾的配色。学院的最早的体育队记录中将代表色描述为“灰色及红宝石色”。1892年复活节前后，又更变成“深红色和法国灰”。后来亦出现过“蓝色与浅黄色”的搭配，故直至1960年代学院体育队的上装仍以蓝色作为主色调。学院将代表色定为灰色及深红色。

### 吉祥物
菲茨威廉学院的学生有时被戏称为“菲茨羊”（Fitzbilly）或“雄羊”（Billygoat）。因此，山羊即成为了学院的吉祥物。在学院的船屋前部、划艇社社旗及许多不同地方均可以见到山羊的图案。2018年8月22日學院領養了一隻名叫Leo的山羊，但是它在肯特郡的Maidstone。
1. ↑  . Varsity Online.   [2018-08-24]. （原始内容存档于2020-05-25） （英语）.